# Invorio
Invorio (piemontesisch und lombardisch Invò) ist eine Gemeinde mit 4277 Einwohnern (Stand 31. Dezember 2023) in der italienischen Provinz Novara (NO), Region Piemont.
Die Nachbargemeinden sind Ameno, Arona, Bolzano Novarese, Borgomanero, Briga Novarese, Colazza, Gattico, Gozzano, Meina und Paruzzaro.
Das Gemeindegebiet umfasst eine Fläche von 17 km².

## Söhne und Töchter
- Vittorio Piola (1921–1993), römisch-katholischer Geistlicher, Bischof von Biella